# Східний Бербіс-Корентайн
Іст-Бербіс-Корентайн (англ. East Berbice-Corentyne) — один з десяти регіонів Гаяни, що охоплює всю східну частину країни. Адміністративний центр — місто Нью-Амстердам.
На півночі регіон межує з Атлантичним океаном, на сході з Суринамом, на півдні з Бразилією, на заході з регіонами Махайка-Бербіс, Верхня Демерара-Бербіс, Потаро-Сипаруні і Верхнє Такуту-Верхня Есекібо.

## Населення
Уряд Гаяни проводив три офіційні переписи, починаючи з адміністративних реформ 1980: в 1980, 1991 і 2002 роках. У 2012 році населення регіону досягло 109 431 людини. Офіційні дані переписів населення в регіоні Іст-Бербіс-Корентайн:
- 2012: 109431 людина
- 2002: 123695 людина
- 1991: 142541 людина
- 1980: 152386 людина